# 塔納達克島
塔納達克島是美國的島嶼，位於尤拉克島以西2.5公里的太平洋海域，屬於德拉羅夫群島的一部分，由阿拉斯加州負責管轄，長0.8公里，島上無人居住。